# Năvodari
Năvodari város Constanța megyében, Dobrudzsában, Romániában. A hozzá tartozó település Mamaia-Sat.

## Fekvése
A várost északon a Tasaul-tó, délen a  Siutghiol-tó, keleten pedig a Fekete-tenger határolja. huszonnégy kilométerre északra található a megyeszékhelytől Constanțától, a Duna–Fekete-tenger csatorna északi ágának a torkolatánál.

## Története
Első írásos említése az Oszmán Birodalom uralma idejéből való, 1421-es feljegyzésekben Karakoyun vagy Kara Koyum néven szerepel, ami török nyelven fekete falut jelent. 1877-után, miután Románia fennhatósága alá került, először Sibioara községhez tartozott, majd a mai Lumina része lett. Ebben az időszakban 317 család élt itt, akik főleg mezőgazdasággal, halászattal és állattenyésztéssel foglalkoztak.
1927-ben kapta a Năvodari nevet, 1932. augusztus 15-én pedig községi rangra emelték.
A második világháborút követően erőteljes urbanisztikai fejlődésnek indult, főleg az 1949–1950 közötti időszakban, amikor jelentős gazdasági és ipari fejlesztéseket hajtottak végre a régióban, átalakítva a települést egy nagy, kommunista mintájú munkásközponttá.
1954-ben kezdték építeni a város határában, a foszforsavat és kénsavat előállító metallokémiai üzemet, mely 1957-ben kezdte el a termelést. Ennek következtében nagy számban érkeztek betelepülők az ország minden részéről, rövid idő alatt jelentősen megnövelve Năvodari lakosságát. 1968. december 20-án városi rangra emelték. A Duna-Fekete-tenger csatorna megnyitásával gazdasági jelentősége tovább nőtt.
A város petrolkémiai üzeme, melynek mai neve Petromidia Năvodari, jelenleg az ország egyik legnagyobb vegyipari cége.
A város területén működik a midiai kikötő, amely a konstancai kikötő mellékkikötőjeként a közeli kőolaj-finomító kiszolgálására lett építve.

## Lakossága
| 1977  | 1992   | 2002   |
| 9.717 | 31.746 | 32.390 |

A nemzetiségi megoszlás a következő:
| 2002      | 2002  | 2002   |
| --------- | ----- | ------ |
| Románok   | 30717 | 94,83% |
| Lipovánok | 910   | 2,80%  |
| Romák     | 303   | 0,93%  |
| Törökök   | 247   | 0,76%  |
| Tatárok   | 126   | 0,38%  |
| Magyarok  | 32    | 0,09%  |
| Görögök   | 8     | 0,02%  |
| Németek   | 5     | 0,01%  |
| Olaszok   | 5     | 0,01%  |
| Csángók   | 3     | 0,01%  |
| Bolgárok  | 3     | 0,01%  |
| Egyéb     | 10    | 0,02%  |
| Összesen  | 32390 | 100,0% |

## Híres emberek
- Adrian Lungu (Năvodari, 1960. szeptember 5. –): román rögbijátékos.
- Laurenţiu Duţă (Năvodari, 1976. május 4. –): a 3rei Sud Est könnyűzenei együttes egyik frontembere.